# Artide
L'Artide (comunemente noto con il nome di Artico) è l'ampia regione geografica dell'emisfero boreale della Terra, circostante il polo nord e contrapposta all'Antartide, caratterizzata dalla presenza della calotta artica e della banchisa artica, non presentando di fatto un'estensione definita in quanto non un continente unico, ma formato da parti di altri continenti (Europa, Asia e America) e dalla banchisa del Mar Glaciale Artico. Convenzionalmente, dal punto di vista geografico, viene considerata tale l'area situata a nord del circolo polare artico, cioè della latitudine 66° 33' 44" Nord fino al Polo Nord; a volte vengono considerati confini meridionali il limite settentrionale della linea degli alberi o l'isoterma di 10 °C (50 °F) di luglio.

## Etimologia
La parola Artide viene dal greco ἀρκτικός (arktikòs), "vicino all'Orsa, settentrionale", poiché la parola ἄρκτος (arktos), significa proprio orso. Il nome si riferisce sia alla costellazione dell'Orsa Maggiore, che si staglia nell'emisfero settentrionale della volta celeste, che alla costellazione dell'Orsa Minore che contiene Polaris, la stella polare, stabilmente fissa al nord geografico, secondo la percezione umana.

## Descrizione

La linea rossa indica l'isoterma di di luglio, usata comunemente per definire i confini dell'Artide.

L'Artide non è dunque un continente, come lo è invece l'Antartide, in quanto si estende su terre appartenenti ad altri continenti e, per la maggior parte, sul Mar Glaciale Artico e sulla banchisa artica su di esso galleggiante.
Nell'Artide si verifica il fenomeno del sole di mezzanotte: nel circolo polare artico, durante la stagione estiva boreale, cioè tra fine marzo e fine settembre, il sole non tramonta.
Questa regione include l'Oceano Artico, le estreme terre settentrionali di Russia, Alaska, Canada, Groenlandia e le isole che le fronteggiano tra le quali le isole Svalbard, l'arcipelago della Terra di Francesco Giuseppe, Novaja Zemlja, Severnaja Zemlja, le isole della Nuova Siberia, l'isola di Wrangel, le isole lungo la costa dell'Alaska e l'arcipelago artico canadese. Generalmente non viene compresa la Scandinavia, sebbene sia parzialmente al di sopra del Circolo polare artico.

### Clima
Il clima è caratterizzato da lunghi inverni freddi e brevi estati fresche. Esistono una varietà di climi all'interno della regione, che si mantiene ai margini della zona interessata dalle radiazioni solari sia in inverno che in estate.
Alcune zone dell'Artico sono coperte da ghiacciai per tutto l'arco dell'anno, il resto della regione è comunque caratterizzato dalla presenza di qualche cava di ghiaccio per periodi considerevolmente lunghi.
Le temperature nel periodo invernale possono scendere sotto i −58 °C per alcune zone, mentre nel periodo estivo oscillano dai −10 ai 10 °C.
Essendo l'Artico sostanzialmente un oceano circondato da terre, il clima è mitigato dall'acqua che non ha mai una temperatura inferiore a −2 °C In inverno la presenza dell'acqua mantiene il clima rigido seppure più mite rispetto a quello dell'Antartide. Questa è sostanzialmente la ragione per cui il clima dell'Antartide è ben più rigido dell'Artico.
Nella stagione estiva il mare contribuisce invece a mantenere le zone costiere più calde rispetto all'entroterra, così come avviene per le regioni temperate con clima marittimo.

### Estensione dei ghiacci artici
Nell'ambito del riscaldamento globale, dalle osservazioni satellitari e da altri studi si registra dalla fine del XX secolo una marcata diminuzione sia di superficie sia di volume dei ghiacci artici. L'estate 2012 è ricordata per la minima estensione mai raggiunta della superficie ghiacciata. Il 2011 ha fatto segnare estensioni di superficie ghiacciata molto basse, in linea col 2007, allontanando la possibilità di un recupero della superficie ghiacciata che sembrava possibile dai dati del 2008 e 2009.

## Ambiente

### Flora

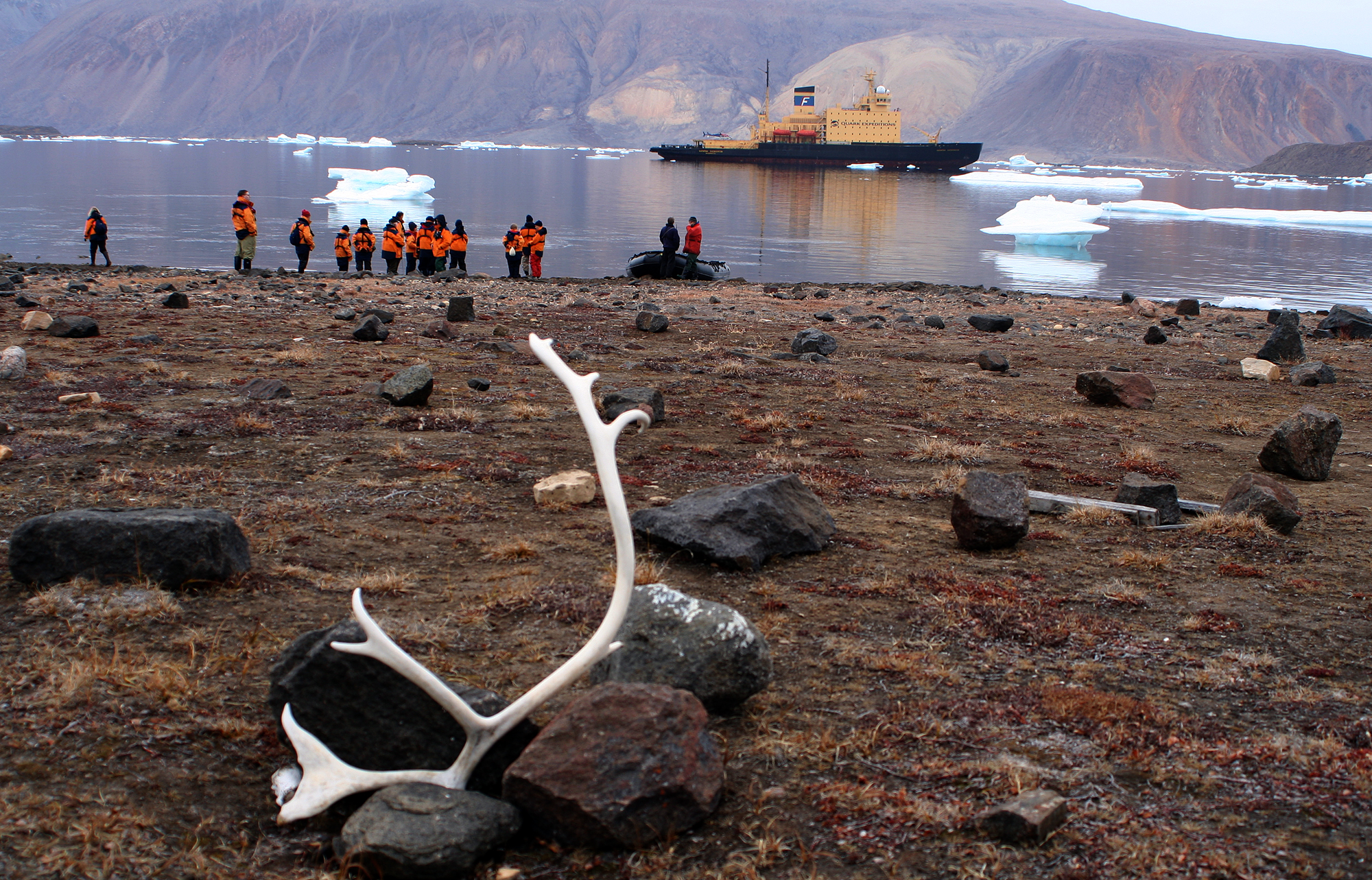
Tundra in Groenlandia

Man mano che si sale verso nord la luce e il calore disponibile per la crescita e la riproduzione diminuisce rapidamente e nelle zone più settentrionali dell'Artide le piante si trovano al limite delle loro possibilità metaboliche. Gli alberi non possono crescere e le piante attecchiscono soltanto nelle zone meno fredde, crescendo molto vicine al suolo sotto forma di cespugli; l'erba è molto rara e le specie non vascolari, come muschi e licheni, formano spessi strati. La flora artica comprende circa 400 specie di angiosperme, piccoli arbusti nani, piante erbacee, licheni e muschi, che formano vaste distese di tundra. Ai suoi estremi settentrionali resistono solo muschi e licheni, le uniche forme vegetali in grado di sopravvivere a un clima così duro e freddo.

### Fauna

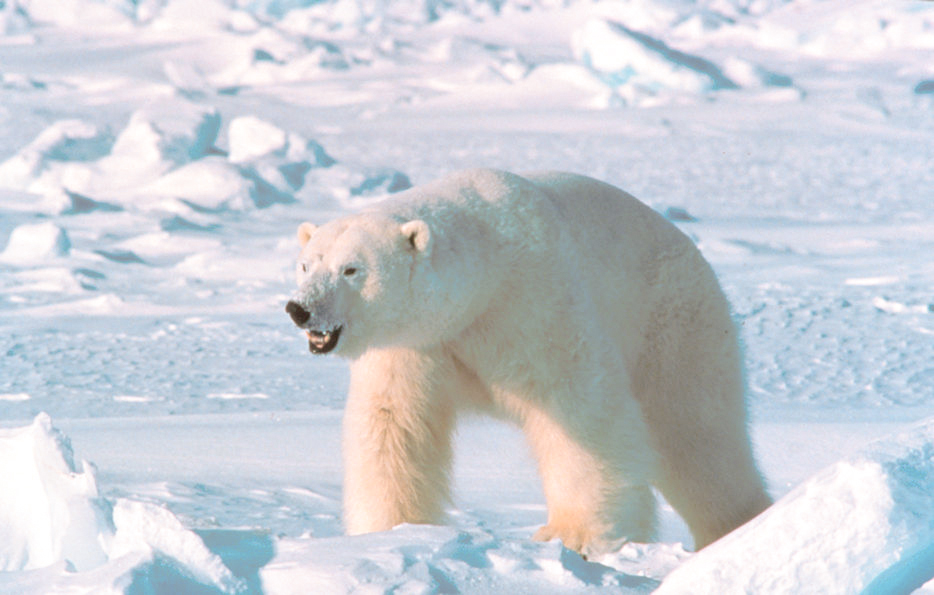
Orso polare

Le specie animali, terrestri e marine, si son dovute adattare al rigido clima artico. Nonostante ciò ce ne sono di diversi tipi.
Fra i mammiferi terrestri vi sono l'orso polare (Ursus maritimus), la volpe artica (Alopex lagopus), lupi (Canis lupus arctos, Canis lupus albus, Canis lupus occidentalis, Canis lupus nubilus), la renna (Rangifer tarandus), il bue muschiato (Ovibos moschatus), l'ermellino (Mustela erminea) e la lepre artica (Lepus arcticus); tra le specie marine vi sono diverse foche (Pagophilus groenlandicus, Pusa hispida e Histriophoca fasciata), il tricheco (Odobenus rosmarus) e diverse specie di cetacei, tra cui la balena franca della Groenlandia (Balaena mysticetus), il narvalo (Monodon monoceros) e il beluga (Delphinapterus leucas). Facile trovare nelle profondità anche la presenza del calamaro gigante (Architeuthis).
Molto ricca anche l'avifauna, come ad esempio la sterna artica (Sterna paradisaea) e la fregata (Fregata magnificens) e la fauna ittica comprendente, ad esempio, il grande squalo della Groenlandia (Somniosus microcephalus) e il piccolo capelano (Mallotus villosus).

## Storia e antropizzazione

### Esplorazione

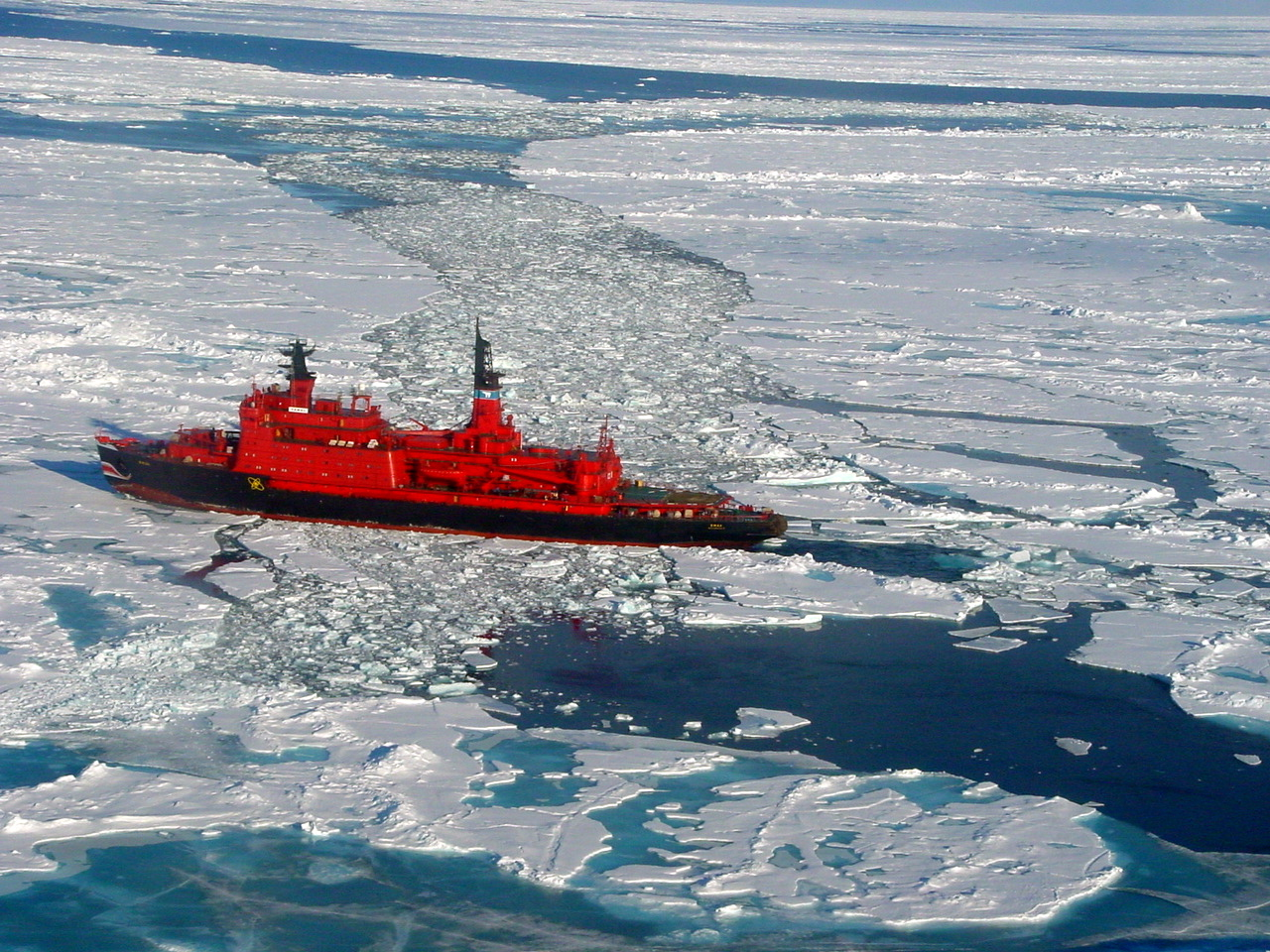
Rompighiaccio nucleare nella banchisa artica

Dal 1937, l'intera regione artica è stata ampiamente esplorata da stazioni sul ghiaccio alla deriva presidiate da russi e americani. Tra il 1937 e il 1991, 88 equipaggi polari internazionali hanno costituito e occupato insediamenti scientifici sul ghiaccio alla deriva e sono stati così trasportati per migliaia di chilometri.

### Popolazioni

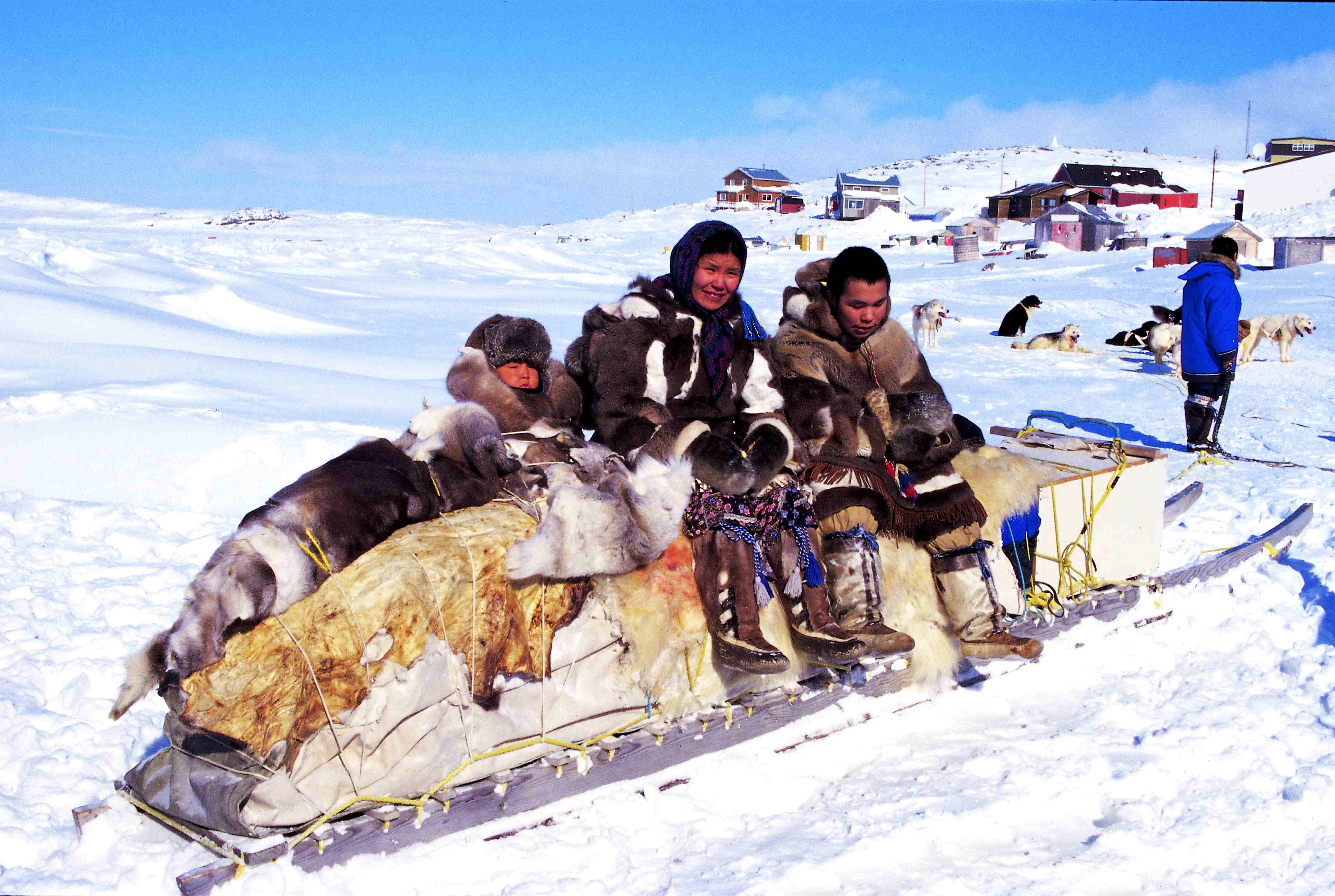
Slitta con Inuit

L'Artide è prevalentemente abitata da due popolazioni:
- Inuit: sono gli originari abitanti delle regioni costiere artiche e subartiche dell'America settentrionale e della punta nord orientale della Siberia. Il loro territorio è principalmente composto dalla tundra, pianure basse e prive di alberi dove vi è perennemente uno strato di permafrost, salvo pochi centimetri in superficie durante la breve stagione estiva.
- Yupik: popolo dell'Alaska centrale, sono decisamente il gruppo più numeroso[senza fonte]. Quelli residenti nell'isola di Nunivak si chiamano Cup'ig.

### Giurisdizione
Contrariamente a quanto avviene per l'Antartide, per l'Artide non esiste alcun trattato internazionale che stabilisca un regime giuridico ad hoc. Si applicano pertanto le norme rilevanti del diritto internazionale; di particolare importanza sono quelle del diritto del mare raccolte nella Convenzione delle Nazioni Unite sul Diritto del Mare (UNCLOS) del 1982.
Il polo nord geografico e la parte circostante del Mar Glaciale Artico appartengono al regime delle acque internazionali e le risorse naturali ivi allocate costituiscono quindi patrimonio comune dell'umanità. Gli stati rivieraschi dell'Oceano Artico esercitano la loro sovranità sulle restanti aree di mare per tramite della zona economica esclusiva fino a 200 miglia nautiche dalla costa e nelle loro acque territoriali fino a una distanza di 24 miglia (includendo la zona contigua). La maggior parte delle risorse naturali di cui si stima l'esistenza si trovano di già sotto l'indiscussa giurisdizione degli stati artici e non sono oggetto di dispute.
Le rivendicazioni territoriali avanzate da Canada, Danimarca e Russia su parti della Dorsale di Lomonosov non costituiscono una vera e propria disputa in quanto non hanno carattere bilaterale. Riguardano piuttosto il riconoscimento da parte della Commissione per i Limiti della Piattaforma Continentale del loro diritto ad estendere il limite di sfruttamento delle risorse del sottosuolo oltre le 200 miglia della zona economica esclusiva secondo i parametri stabiliti dall'articolo 76 della UNCLOS.

### Dispute territoriali
All'inizio del 2016 sopravvivono due dispute territoriali che hanno come oggetto parti di territorio situate oltre il circolo polare artico. Una riguarda un disaccordo tra Canada e Stati Uniti riguardo al metodo da impiegare per tracciare la linea di confine tra le rispettive zone economiche esclusive nel Mare di Beaufort. La seconda disputa vede invece Canada e Danimarca rivendicare la sovranità sopra l'isola Hans situata in uno stretto internazionale tra la Groenlandia e l'Isola di Ellesmere.
Una disputa precedente tra la Norvegia e la Russia riguardo al tracciato del confine tra le rispettive zone economiche esclusive è stata risolta nel 2010 istituendo una zona di sfruttamento congiunto delle risorse naturali. Il controllo sulle risorse naturali è al centro di questi contenziosi: disponendo del 13% delle risorse di petrolio e del 33% di quelle di gas non sfruttate a livello globale, l'Artide ha un'elevata rilevanza economica e geostrategica per gli attori che vi si affacciano.

### Dispute concernenti la navigazione

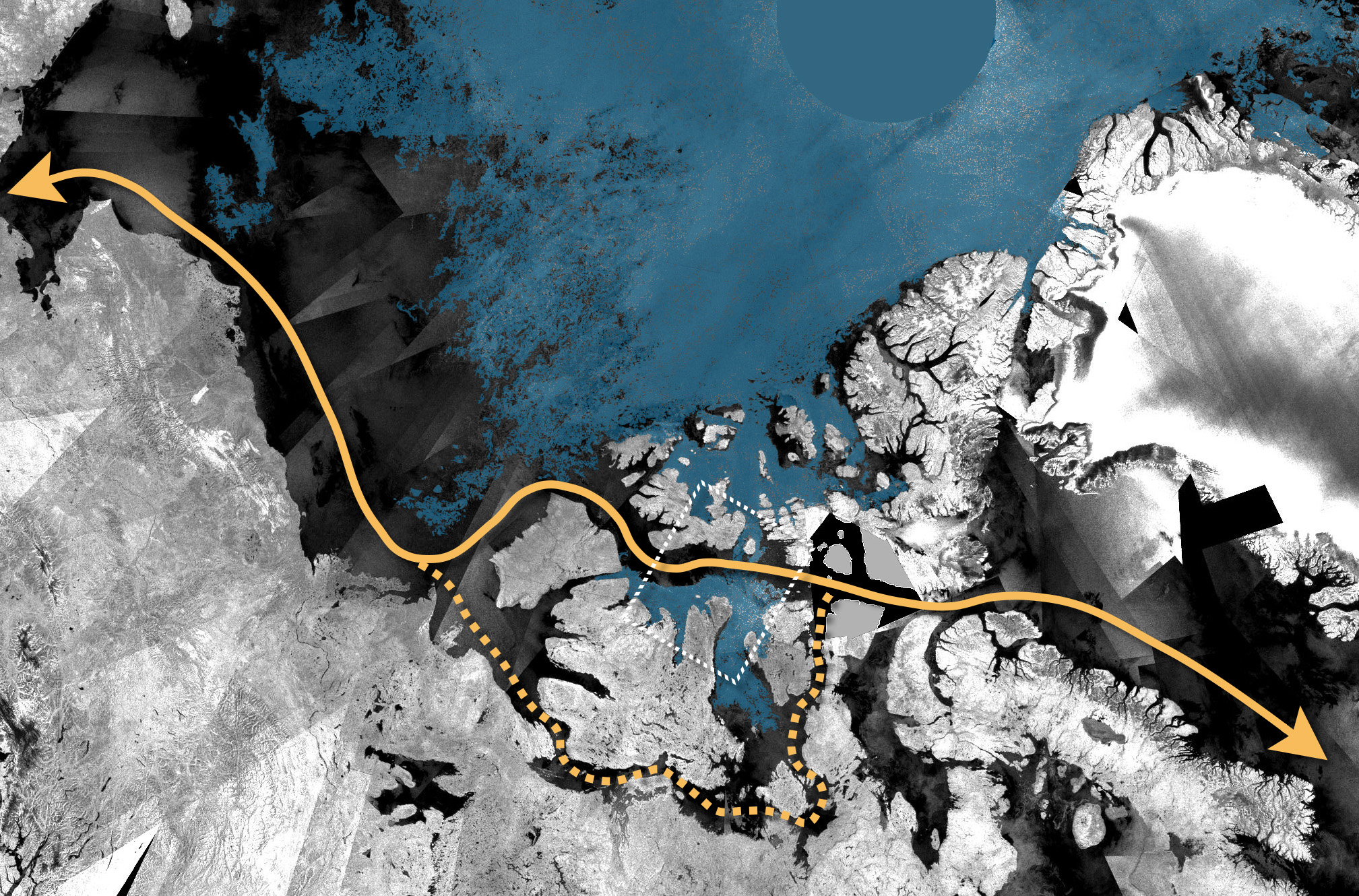
Passaggio a nord-ovest

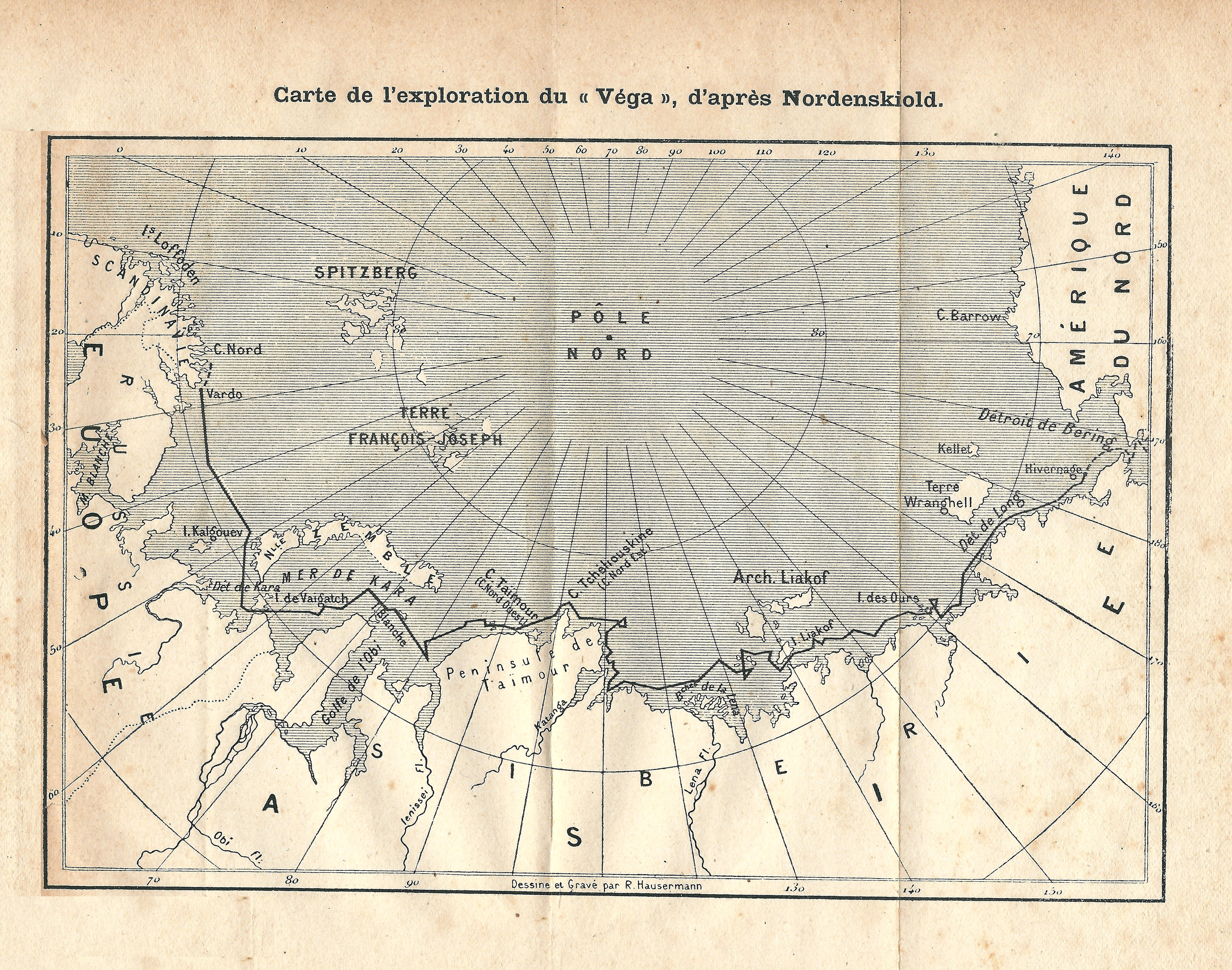
Passaggio a nord-est

Esiste una controversia che riguarda lo status di alcuni stretti dell'arcipelago artico canadese e la navigazione attraverso di essi: il cosiddetto passaggio a nord ovest. Il Canada sostiene che quelle acque siano da considerare come acque interne e dunque soggette alla giurisdizione e alle leggi canadesi. Altri stati e in particolare gli Stati Uniti, sostengono invece che si tratti di acque internazionali e dunque soggette ad un diverso regime giuridico.
La navigazione lungo il cosiddetto passaggio a nord-est è oggetto di una simile controversia a proposito della rivendicazione come acque interne di alcuni stretti della Federazione Russa.